# سید خلیل
سید خلیل (انگلیسی: Sayed Khalil؛ زادهٔ ۲۳ دسامبر ۱۹۷۶) بازیکن والیبال اهل مصر بود.